# NRJ Music Awards
NRJ Music Awards е церемония по награждаване. За първи път се проведе през 2000 година от френската радиостанция NRJ в партньорство с TF1. Провежда се в Кан. Обикновено се провежда през първата събота на ноември. Името NRJ означава ново радио за тийнейджъри (Nouvelle Radio des Jeunes). Това е игра на думи между произношението на френските букви и френската дума energie (енергия).

## Процедура
NRJ си запазва правото да избере четирима кандидати във всяка категория и след това ги подлага на гласуване на своя сайт.